# ماتئو دی جنارو
ماتئو دی جنارو (انگلیسی: Matteo Di Gennaro؛ زادهٔ ۲ ژوئن ۱۹۹۴) بازیکن فوتبال اهل ایتالیا است.
از باشگاه‌هایی که در آن بازی کرده‌است می‌توان به باشگاه فوتبال لیورنو، باشگاه فوتبال آسکولی، و باشگاه فوتبال پارما اشاره کرد.